# 행복주의
행복주의(幸福主義) 또는 행복설(幸福說)은 행복을 인생의 목적(善)으로 하여 행복의 추구를 도덕 원리로 하는 사고방식을 말한다.
다만 행복을 감각적·육체적 쾌락으로 보는 자(쾌락주의)나, 그와 반대로 유덕(有德)이라든가 쾌락에 사로잡히지 않는 상태와 같은 정신적인 것으로 보는 자 등 내용은 여러 가지이다.